# Kyme (Adelsgeschlecht)
Die Familie Kyme war ein englisches Adelsgeschlecht, das im Mittelalter vor allem in Lincolnshire umfangreiche Besitzungen besaß. Die Familie starb 1338 in direkter männlicher Erbfolge aus.

## Geschichte
Als Begründer der Familie gilt ein William († um 1116), der als Vasall von Waldin the Engineer 1086 erwähnt wird. Er ist möglicherweise mit William, einem Sohn eines Anschetil identisch, der um etwa 1100 Vasall der Bischöfe von Durham und der Familie de la Haie war. Sein Erbe wurde sein Sohn Simon († um 1162). Als Gefolgsmann von Earl Ranulf II of Chester stieg Simon zu einem der mächtigsten Adligen in Lincolnshire auf. Er durfte seinen ältesten Sohn Philip mit der reichen Erbin Hawise of Kyme verheiraten, weshalb dieser den Namen Zunamen Kyme annahm. Zwar war Philip of Kyme als Herr der kleinen Herrschaft Sotby in Lincolnshire nur ein niederer Kronvasall, doch als Vasall der Earls of Lincoln und Chester sowie der Familien Gant und Mowbray hielt er Ländereien mit etwa 28 Knight’s fee in Lincolnshire und weiteren Grafschaften. In der zweiten Hälfte des 12. Jahrhunderts lockerte sich die Bindung der Familie an die Earls of Chester. Die Familie errichtete eine Burg in Bullington, wo Simon 1155 auch ein Gilbertinerpriorat gegründet hatte. Philip of Kyme stiftete dazu ein Augustinerpriorat in Kyme. Diese und weitere umfangreiche Stiftungen erschöpften jedoch zunehmend die Mittel der Familie. Durch die Heirat von Philips Söhnen Simon of Kyme und William mit den beiden Erbinnen von Robert fitz Robert erwarben diese beträchtlichen Landbesitz als Vasallen der Familie Percy in Yorkshire. Simon of Kyme und sein Sohn Philip standen im Ersten Krieg der Barone beide auf der Seite der Adelsopposition gegen König Johann Ohneland. In dem Krieg gerieten jedoch beide in königliche Gefangenschaft. Für ihre Freilassung musste Simon of Kyme seine Lehen abtreten, die er als Vasall der Earls of Chester und Lincoln hielt. Dazu hinterließ er bei seinem Tod 1220 erhebliche Schulden, die seinen Sohn und Erben Philip of Kyme und dessen beiden Söhne erheblich belasteten. William of Kyme hinterließ einen nur einen minderjährigen Erben, Philip Kyme. Dieser diente, nachdem er volljährig geworden war, als Militär und loyaler Vasall von König Eduard I. und konnte somit wieder das Ansehen der Familie wiederherstellen. Als Baron Kyme wurde er ab 1295 zu den englischen Parlamenten geladen. Sein Sohn und Erbe William Kyme, 2. Baron Kyme starb 1338 kinderlos. In weiblicher Erbfolge fielen die Besitzungen der Familie Kyme an Gilbert de Umfraville, 9. Earl of Angus.

## Stammliste (Auszug)
1. William († um 1116)
  1. Simon († um 1162)
    1. Philip of Kyme († zwischen 1192 und 1194)
      1. Simon of Kyme († 1220)
        1. Philip of Kyme († 1242)
          1. Simon of Kyme († 1248)
          2. William of Kyme († 1259)
            1. Philip Kyme, 1. Baron Kyme († 1323)
              1. William Kyme, 2. Baron Kyme (um 1283–1338)